# Other Worlds (EP)
Other Worlds è il primo EP degli Screaming Trees, pubblicato nel 1986.

## Descrizione
Prima pubblicazione del gruppo, venne prodotta dalla Velvetone Records in formato audiocassette in 1000 copie distribuite dalla K Records di Calvin Johnson; l'EP venne poi ristampato nel 1988 in formato CD e vinile da 12". Tutti i brani sono accreditati al gruppo nel suo complesso.

## Tracce
1. Like I Said – 2:33
2. Pictures In My Mind – 2:00
3. The Turning – 2:47
4. Other Worlds – 2:39
5. Barriers – 2:51
6. Now Your Mind Is Next To Mine – 2:04

## Formazione
- Mark Lanegan - voce
- Gary Lee Conner - chitarra
- Van Conner - basso
- Mark Pickerel - batteria